# Plon biologiczny
Plon biologiczny – masa konkretnego składnika, jak tłuszcz, skrobia, cukier, białko, wytworzona przez roślinę. Wylicza się go, mnożąc plon rolniczy przez zawartość procentową wybranego składnika.